# Tin Hat
Tin Hat (с англ. — «Жестяная шляпа/каска»), ранее были известны как Tin Hat Trio — акустическая камерная музыкальная группа, в настоящее время базирующаяся в Сан-Франциско, Калифорния. Их музыка сочетает в себе множество музыкальных жанров, включая джаз, южный блюз, блюграсс, неоклассику, восточноевропейскую народную музыку и авангард.
С момента своего образования в 1997 году оригинальное Tin Hat Trio часто расширяло свой формат трио, приглашая других музыкантов присоединиться к ним. На всех их компакт-дисках присутствуют гости, среди которых Том Уэйтс, Майк Паттон и Вилли Нельсон, а также друзья, такие как кларнетист Бен Голдберг и арфистка Зина Паркинс. Паркинс появляется в альбомах The Rodeo Eroded (2002) и Book of Silk (2005) и выступала с трио в качестве постоянного звукового художника в их проектах живой музыки/немого кино. Голдберг был частым гостем Tin Hat Trio и внес вклад в Memory Is an Elephant (1999) и The Rodeo Eroded (2002).
Когда основатель трио Роб Бергер (аккордеонист и пианист) покинул трио в конце 2004 года, Марк Ортон и Карла Кильстедт заменили его Голдбергом и Паркинсом, представив новый, хотя и тесно связанный, ансамбль — Tin Hat Quartet — для двух коротких концертных туров по США в январе и апреле 2005 года. Во время тура они пригласили еще одного музыканта присоединиться к ним, Ару Андерсона из Сан-Франциско — известного как один из любимых сайдменов Тома Уэйтса в последние годы. Как и ушедший Бергер, Андерсон играет на множестве клавишных инструментов, а также на трубе и глокеншпиле, тем самым добавляя новые краски и штрихи к и без того большому полотну звучания Tin Hat.

## Наследие
В популярной культуре
В 2005 году песня «Fear of the South» Tin Hat Trio вошла в саундтрек к фильму «И всё осветилось».
В 2013 году саундтрек к фильму «Небраска» был написан участником Tin Hat Марком Ортоном. В саундтрек также вошли выступления других участников Tin Hat, что стало первым воссоединением трёх оригинальных участников с 2005 года. Альбом саундтреков был выпущен 19 ноября 2013 года лейблом Milan Records.

## Дискография
- Memory Is an Elephant (1999, Angel/EMI)
- Helium (2000, Angel/EMI)
- The Rodeo Eroded (2002, Ropeadope)
- Book of Silk (2005, Ropeadope)
- La giusta distanza (The Right Distance) (OST, 2007, Radiofandango)
- The Sad Machinery of Spring (2007, Hannibal)
- Foreign Legion (Live recording, 2010, BAG Productions)
- The Rain Is a Handsome Animal (17 Songs from the Poetry of E. E. Cummings) (2012, New Amsterdam)